# Лусталло, Эрнест Иванович
Эрне́ст Ива́нович Лусталло́ (5 января 1859, Бордо — 9 марта 1931, Ленинград) — французский и российский спортсмен, боксёр-саватье, тренер, спортивный активист. Один из основоположников советской школы бокса.

## Биография
Эрнест Лусталло родился 5 января 1859 года в городе Бордо. С юных лет отец привил ему любовь к спорту, познакомил с борьбой и боксом, и уже в двенадцатилетнем возрасте мальчик поступил в гимнастическое общество, где занимался многими спортивными дисциплинами. После службы в армии проходил обучение в Жуанвильском национальном институте спорта, завоевал там несколько престижных призов и наград. Установил рекорд Франции в плавании на спине на 100 м, совершал прыжки в воду с высоты 42 м, пытался переплыть Ла-Манш (из-за начавшегося отлива выбился из сил и потерял сознание примерно за 500 м до Англии). В 1891 году стал чемпионом Франции в среднем весе по английскому боксу, три года спустя добился звания чемпиона мира по французскому боксу — савату.
В 1897 году по приглашению Атлетического общества Владислава Краевского Лусталло приехал в Петербург и занялся активной пропагандой спортивных единоборств, тренировал молодых бойцов, организовывал турниры, проводил показательные выступления. В 1899 году провёл первый в России чемпионат по французскому боксу, в 1904 году «за полезную деятельность» удостоен государственной золотой медали. Позже принял российское гражданство.
Среди его учеников пятикратный чемпион СССР Иван Князев, заслуженный мастер спорта и заслуженный тренер СССР Георгий Шевалдышев, трёхкратный чемпион Ленинграда Павел Вертков, абсолютный чемпион России Иван Граве и многие другие. Умер 9 марта 1931 года в Ленинграде. Свои останки завещал Университету физической культуры имени П. Ф. Лесгафта, его скелет по сей день хранится в университетском анатомическом музее.
Также считается, что именно Эрнест Лусталло первым познакомил Россию с водным поло.